# Nhà nguyện Thánh Rosalie ở Bratislava
Nhà nguyện Thánh Rosalie ở Bratislava (tiếng Slovakia: Kaplnka svätej Rozálie v Bratislava) là một nhà nguyện được xây dựng theo phong cách kiến trúc Baroque, tọa lạc trên phố Rozálská, quận Lamač, thành phố Bratislava, Slovakia. Vào ngày 23 tháng 10 năm 1963, nhà nguyện này được ghi danh vào Danh sách Di tích Trung ương theo quyết định của Bộ Văn hóa Cộng hòa Slovakia.

## Lịch sử
Nhà nguyện Thánh Rosalie được xây dựng từ năm 1680 đến năm 1682. Thành phố Bratislava xây dựng nhà nguyện nhằm tưởng niệm trận đại dịch hạch hoành hành thành phố trong hai năm 1678 và 1679. Kinh phí xây dựng nhà nguyện đến từ việc thu thập công khai đóng góp của người dân địa phương.
Nhà nguyện chưa từng được xây dựng lại, chỉ trải qua một số lần sửa chữa nhỏ, cụ thể là vào các năm: 1782, 1904 (thay mái của nhà nguyện) và 1944 (sửa chữa những hư hỏng do sét đánh vào tòa nhà trước Chiến tranh thế giới thứ nhất).
Từ khi xây dựng đến nay, ngoại trừ trong Chiến tranh thế giới thứ hai, nhiều giáo dân có tục lệ đến nhà nguyện hành hương vào ngày lễ Thánh Rosalie hàng năm (ngày 4 tháng 9). Hiện nay, một thánh lễ trọng thể được cử hành trong nhà nguyện vào ngày này.